# Faraj Al-Barasi
Faraj Al-Barasi (en árabe: فرج البرعصي‎; Reino de Libia, 1960-Benghazi, Libia, 11 de agosto de 1989) fue un futbolista de Libia que jugó en la posición de delantero.

## Carrera

### Club
Jugó toda su carrera con el Al-Nasr Benghazi de 1980 hasta su muerte en 1989, equipo con el que fue campeón nacional en 1987.

### Selección nacional
Jugó para Libia en cuatro ocasiones de 1982 a 1983 y anotó dos goles, uno de ellos fue en la Copa Africana de Naciones 1982 donde Libia fue finalista y anfitrión del torneo.

## Muerte
Al-Barasi murió en un accidente de tráfico en Benghazi el 11 de agosto de 1989 a los 29 años.

## Logros
- Liga Premier de Libia (1): 1987